# Barsdorf (Fürstenberg/Havel)
Barsdorf ist ein Ortsteil der Stadt Fürstenberg/Havel im Landkreis Oberhavel (Brandenburg).

## Geschichte
Zum 1. Juli 1950 wurde die Gemeinde Barsdorf zusammen mit den anderen Orten des Fürstenberger Werders aus dem mecklenburgischen Landkreis Neustrelitz in den brandenburgischen Landkreis Templin umgegliedert.
Barsdorf wurde am 26. Oktober 2003 nach Fürstenberg/Havel eingemeindet.

## Bevölkerungsentwicklung
| Jahr | Einwohner |
| ---- | --------- |
| 1875 | 178       |
| 1890 | 196       |
| 1925 | 221       |
| 1933 | 167       |
| 1939 | 177       |

| Jahr | Einwohner |
| ---- | --------- |
| 1946 | 307       |
| 1950 | 401       |
| 1964 | 270       |
| 1971 | 258       |
| 1981 | 182       |

| Jahr | Einwohner |
| ---- | --------- |
| 1985 | 166       |
| 1989 | 153       |
| 1990 | 159       |
| 1991 | 151       |
| 1992 | 149       |

| Jahr | Einwohner |
| ---- | --------- |
| 1993 | 148       |
| 1994 | 159       |
| 1995 | 164       |
| 1996 | 159       |
| 1997 | 160       |

| Jahr | Einwohner |
| ---- | --------- |
| 1998 | 152       |
| 1999 | 152       |
| 2000 | 150       |
| 2001 | 149       |
| 2002 | 142       |

Gebietsstand des jeweiligen Jahres

## Sehenswürdigkeiten
In der Liste der Baudenkmale in Fürstenberg/Havel findet sich die Dorfkirche als einziges Baudenkmal des Ortes.

## Persönlichkeiten

### In Barsdorf geboren
- Wilhelm von Oertzen (1828–1895), Verwaltungsbeamter und Klosterhauptmann 1882–1894 im Kloster Dobbertin
- Ulrich von Oertzen (1840–1923), Mitglied des Reichstags